# 14è Festival Internacional de Cinema de Canes
El 14è Festival Internacional de Cinema de Canes es va dur a terme del 3 a 18 de maig de 1961. La Palma d'Or fou atorgada a Une aussi longue absence, dirigida per Henri Colpi i Viridiana, dirigida per Luis Buñuel. El festival va obrir amb Quelle joie de vivre, dirigida per René Clément.
El festival també va exhibir la pel·lícula de debut de Shirley Clarke The Connection degut als esforços del Syndicat français de la critique de cinéma et des films de télévision. L'èxit de la pel·lícula va fer que el festival creés la Setmana de la Crítica l'any següent.

## Jurat
Les següents persones foren nomenada membres del jurat en la competició de 1960:
Pel·lícules
- Jean Giono (França) President
- Sergei Iutkevitx (URSS) Vicepresident
- Pedro Armendáriz (Mèxic)
- Luigi Chiarini (Itàlia)
- Tonino Delli Colli (Itàlia)
- Claude Mauriac (França)
- Édouard Molinaro (França)
- Jean Paulhan (França) (autor)
- Raoul Ploquin (França)
- Liselotte Pulver (Suïssa)
- Fred Zinnemann (EUA)

Curtmetratges
- Ion Popescu-Gopo (Romania)
- Pierre Prévert (França)
- Jurgen Schildt (Suècia) (periodista)
- Jean Vidal (França)
- Jean Vivie (França) (funcionari del CST)

## Pel·lícules en competició
Les pel·lícules següents competien per la Palma d'Or:
- Dúvad de Zoltán Fábri
- Povest plamennykh let de Iulia Solntseva
- Kazaki de Vasili Pronin
- Darclee de Mihai Iacob
- A Primeira Missa de Lima Barreto
- Dan četrnaesti de Zdravko Velimirović
- La Ragazza con la valigia de Valerio Zurlini
- Goodbye Again d'Anatole Litvak
- La mano en la trampa de Leopoldo Torre Nilsson
- Otôto de Kon Ichikawa
- Hoodlum Priest d'Irvin Kershner
- I Like Mike de Peter Frye
- Quelle joie de vivre de René Clément
- Domaren d'Alf Sjöberg
- Het Mes de Fons Rademakers
- Der Letzte Zeuge de Wolfgang Staudte
- Une aussi longue absence de Henri Colpi
- La Viaccia de Mauro Bolognini
- Madalena de Dinos Dimopoulos
- The Mark de Guy Green
- Matka Joanna od aniolów de Jerzy Kawalerowicz
- Line de Nils Reinhardt Christensen
- Plein sud de Gaston De Gerlache
- A Raisin in the Sun de Daniel Petrie
- Le Ciel et la boue de Pierre-Dominique Gaisseau
- Piesen o sivém holubovi de Stanislav Barabáš
- El centroforward murió al amanecer de René Mugica
- La Ciociara de Vittorio De Sica
- Viridiana de Luis Buñuel
- Il Relitto de Michael Cacoyannis

## Pel·lícules fora de competició
Les següents pel·lícules foren seleccionades per ser mostrades fora de competició:
- Exodus d'Otto Preminger

## Curtmetratges en competició
Els següents curtmetratges competiren per la Palma d'Or al millor curtmetratge:
- Aicha de Noureddine Mechri i Francis Warin
- Argentina paraiso de la pesca d'Antonio Ber Ciani
- The Art of Lee Hsiang-Fen de Henry T.C. Wang
- Balgarski ansambal za narodni pesni i tanzi de Lada Boyadjieva
- The Black Cat  de Robert Braverman
- Cattle Ranch de Guy L. Coté
- Children of the Sun de John Hubley i Faith Hubley
- The Creation of Woman de Charles F. Schwep
- Cyrus le grand de Feri Farzaneh
- The Do-It-Yourself Cartoon Kit
- Dog Barbos and Unusual Cross de Leonid Gaidai
- Fantazie pro levou ruku a lidske svedomi de Pavel Hobl
- Le Festival de Baalbeck 1960 de David McDonald
- Folkwangschulen de Herbert Vesely
- Foroyar de Jørgen Roos
- Fuego en Castilla (Tactilvisión del páramo del espanto) de José Val del Omar
- Giovedi: passeggiata de Vincenzo Gamna
- Gorod bolshoy sudby d'Ília Kopalin
- House of Hashimoto de Connie Rasinski
- Hudozhnikat Zlatyu Boyadzhiev d'Ivan Popov
- Kangra et kulu de N.S. Thapa
- Na vez de Branko Kalacic
- Nebbia de Raffaele Andreassi
- Paul Valéry de Roger Leenhardt
- Párbaj de Gyula Macskássy
- La Petite Cuillère de Carlos Vilardebó
- Robert Frost de Sidney J. Stiber
- Souvenirs from Sweden de Henning Carlsen
- Taketori Monogatari  de Kazuhiko Watanabe
- W kregu ciszy de Jerzy Ziarnik

## Premis

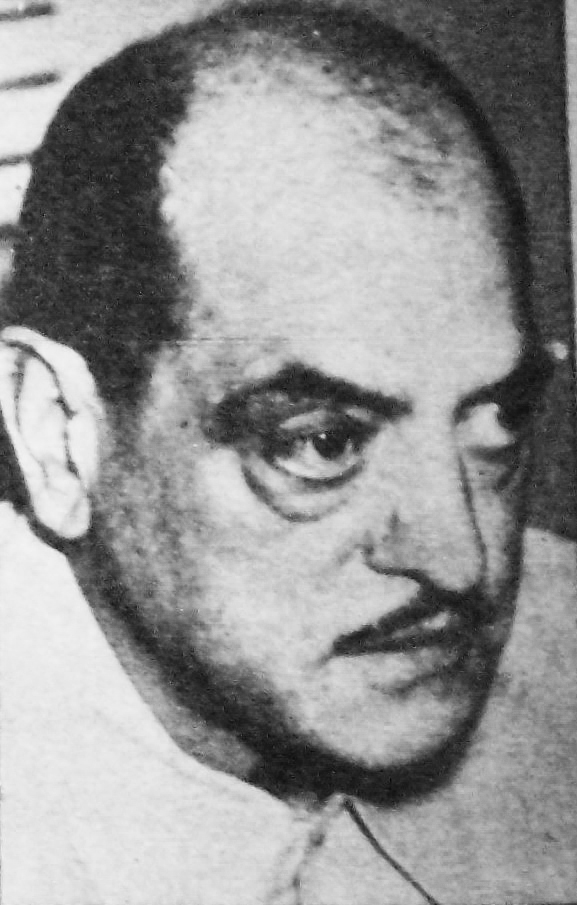
Luis Buñuel, un dels dos guanyadors de la Palma d'Or

### Premis oficials
Les següents persones i pel·lícules foren premiades el 1961:
- Palma d'Or: 
  - Une aussi longue absence de Henri Colpi
  - Viridiana de Luis Buñuel
- Premi del Jurat: Matka Joanna od aniolów de Jerzy Kawalerowicz
- Millor Director: Iulia Solntseva per Povest plamennykh let
- Millor actriu: Sophia Loren per La Ciociara
- Millor actor: Anthony Perkins per Goodbye Again

Curtmetratge
- Palma d'Or al millor curtmetratge: La Petite Cuillère de Carlos Vilardebó
- Premi del Jurat - Millor curt: Párbaj de Gyula Macskássy
- Premi Tècnic del Curtmetratge - menció especial: Folkwangschulen de Herbert Vesely i Fuego en Castilla (Tactilvisión del páramo del espanto) de José Val del Omar

### Premis independents
FIPRESCI
- Premi FIPRESCI: La mano en la trampa de Leopoldo Torre Nilsson

Commission Supérieure Technique
- Gran Premi Tècnic – Menció especial:
  - Otôto de Kon Ichikawa
  - Povest plamennykh let de Iulia Solntseva

Premi OCIC
- Hoodlum Priest d'Irvin Kershner

Altres premis
- Premi Gary Cooper: A Raisin in the Sun de Daniel Petrie